# Бриан О’Нилл
Бриан О’Нилл (Бриан МакБарон О’Нейлл) (убит 18 апреля 1562) — ирландский аристократ, 2-й барон Данганнон (1558—1562), старший сын Мэттью О’Нилла (1520—1558), 1-го графа Данганнона (1542—1558), и внук Конна Бакаха О’Нилла (ок. 1480—1559), короля Тир Эогайна (1519—1559) и 1-го графа Тирона (1542—1559). Представитель ирландской династии О’Нилл из Ольстера.

## Биография
Бриан О’Нилл был старшим сыном Мэттью О’Нилла (1520—1558), 1-го барона Данганнона (1542—1558), незаконнорождённого сына Конна Бакаха О’Нилла (ок. 1480—1559), короля Тир Эогайна в Ольстере (1519—1559). Матерью Бриана была Джоан Магуайр (ум. 1600), дочери Константина Магуайра. У Бриана было два младших брата: Хью, граф Тирон (ок. 1550—1616) и Кормак (ум. 1613).
В 1542 году король Тир Эогайна Конн Баках О’Нилл, сопровождаемый своим сыном Мэттью, совершил поездку в Англию, где принес ленную присягу на верность английскому королю Генриху VIII Тюдору, отказавшись от своего ирландского королевского титула. Генрих VIII пожаловал Конну Бакаху О’Ниллу титул графа Тирона, а его бастард Мэттью получил титул барона Данганнона и право на наследование графского титула после смерти своего отца.
В 1558 году Мэттью О’Нилл, барон Данганнон, был убит своим сводным братом и соперником Шейном О’Ниллом (ок. 1530—1567), законным сыном Конна Бакаха от первого брака. В 1559 году после смерти Конна Бакаха О’Нилла власть в Тироне унаследовал его сын Шейн О’Нилл (1559—1567). Однако английская администрация в Дублине в лице наместника графа Сассекса не признавала Шейна О’Нилла в качестве преемника отца и поддерживали его племянников, сыновей Мэттью О’Нилла. После гибели Мэттью его старший сын Бриан О’Нилл унаследовал титул барона Данганнона, также он признавался английскими властями в качестве 2-го графа Тирона.
В 1562 году Шейн и Бриан О’Ниллы получили от английского правительство приказ явиться в Лондон, где королева Елизавета Тюдор и её советники должны были разрешить их спор о наследстве. Шейн О’Нилл прибыл в Лондон, где признал верховную власть английской короны. Королева Елизавета признала Шейна главой клана О’Нилл, но отказалась утвердить его в качестве графа Тирона. Его племянник Бриан О’Нилл, выехавший из Ньюри в Карлингфорд, по пути попал в засаду и был убит Турлохом Луйнехом О’Ниллом, действовавшим по приказу Шейна. Преемником Бриана в качестве 3-го барона Данганнона стал его младший брат Хью О’Нилл (ок. 1550—1616), который в 1585 году получил титул графа Тирона, а в 1593 году возглавил клан О’Нилл в Ольстере.